# Águilas de Mexicali
Los Águilas de Mexicali son un equipo de béisbol profesional integrante de la invernal Liga Mexicana del Pacífico (LMP), con sede en la ciudad de Mexicali, Baja California, México, que ha operado desde 1914 en diferentes ligas. En sus inicios perteneció a la Liga Sunset, luego a la Liga Norte de Sonora. A lo largo de su historia ha ganado cuatro campeonatos de liga Mexicana del Pacífico y un campeonato en la Serie del Caribe conseguida en 1986 en Maracaibo, Venezuela.
Su rivalidad inicial era con Potros de Tijuana, pero no continuaron en la Liga. A partir de entonces, formaron una férrea rivalidad con los Mayos de Navojoa. Hasta que se oficializó que tampoco continuarían en la liga, quedando así sin un equipo rival en la actualidad.

## Historia
Desde 1914, el beisbol se empezó a practicar en Mexicali. 
En los años ´20s, el gobernador Gral. Abelardo L. Rodríguez, que como sonorense era aficionado al béisbol, dio impulso a este deporte patrocinando equipos, apoyó la adquisición de jugadores de otras regiones del país.
En los años ´30s, el joven empresario Mario Hernández Maytorena también de padres sonorenses, fundó junto con otros amigos, un equipo con el cual participaban en los torneos locales, siempre logrando contar con buenos patrocinios y jugadores.
El 17 de marzo de 1948, se crea la Impulsora Deportiva S.A., los empresarios Mario Hernández Maytorena, Carlos “Chale” Moreno, James W. Stone, Francisco Valdez y Daniel Ávila, fueron los fundadores de esta empresa.  

### Ligas Menores de Estados Unidos
La empresa compró una franquicia que dio origen al equipo de béisbol profesional de los Águilas que participó por espacio de diez años dentro de las ligas afiliadas a la Asociación Nacional de Ligas Profesionales de Béisbol de los Estados Unidos, (National Association of Professional Baseball Leagues) tomando  el lugar de los “Orioles” de Ontario California, de la Liga Sunset,  por lo cual Mexicali jugaba junto con Las Vegas, Reno, Riverside, Ontario, El Centro y Anaheim. 
Ése primer año jugaron 62 juegos con el equipo al que llamaron “Águilas” de Mexicali, y jugaban como local en el estadio existente “Parque Hidalgo” que se remozó para que el 2 de mayo de 1948, frente a 2,076 aficionados le dieran la bienvenida al nuevo equipo local.  Esta primera etapa para la organización cachanilla dentro del béisbol profesional, abarcó de 1948 a 1958 en los diferentes circuitos conocidos que se fue transformado en el tiempo, donde primeramente era conocida como Liga Sunset (1948-1950), después como Southwest Internacional (1951-1952), Arizona-Texas (1953-1954) y Arizona-México (1955-1958).
En el primer juego los Águilas pagaron el noviciado al caer 7-3 ante los visitantes “Vaqueros” de Las Vegas. El manejador de aquellos primeros “Águilas” fue Dominic Castro y apoyado por Domingo González. La primera alineación estuvo compuesta por: Mario Hernández Maytorena 1b, Rodolfo Bernal 2b, Gail Jackson 3b, Richard Wilson parador en corto, Dominic Castro receptor, Robert Balcena jardinero izquierdo, Santiago “Dumbo” Ayala central, Leandro García derecho y el lanzador fue el sonorense Francisco Valenzuela. También participaron en esa temporada, Luis “Texano” Castro, Gibert Urbano, Carlos Padilla, Manuel Serrano, Manuel “Ciclón” Echeverría, Alejandro García, Enrique Leduc, y otros.
Ese primer año de la liga, los Águilas lograron obtener el título primer lugar del rol regular al acumular una marca de 81 triunfos y 59 derrotas, dentro de la Liga Sunset (clase “C”), seguidos de las Vegas a 3 juegos de distancia. 
En 1949, su segundo año quedaron en 2° lugar a 9 juegos de las Vegas. Esa temporada aparecieron los "Potros" de Tijuana, sustituyendo a los Colts (que se traduce como "Potros") de Salinas California. Luego de dominar por espacio de dos temporadas el rol regular dentro de la Sunset, los Águilas pasaron a la Southwest Internacional League (Internacional del Suroeste). 
Para 1950 “Águilas” se llevan el título al dejar muy atrás a El Centro, Las Vegas, Riverside, Tijuana, San Bernardino, Yuma y Porterville. En 1951 se consagraron campeones, bajo las órdenes del mánager Dee Moore que había reemplazado a Virgilio Arteaga “El Tigre de Regla”. El título se lo llevaron venciendo a los Phoenix Senators por 4 juegos contra 1. Después el equipo emigró a circuitos como la Liga Arizona-Texas y finalmente la Arizona-México, donde terminó la odisea cachanilla en 1958.  
En 1953 y 1954 Mexicali participa en la Liga Arizona-Texas (que reaparece) junto con Tucson, Cd. Juárez, El Paso, Bisbee-Douglas y Phoenix. En los dos años Mexicali logra el segundo lugar con los jugadores: Moisés (Moi) Camacho, Eduardo Escalante, Ray Zonta, Cucón Bernal, Manuel Serrano, Ricardo Garza, “Panchillo” Ramírez, Rudy Sandoval, en cinco juegos aparece Ronaldo "Ronnie" Camacho, Nate Moreland, “Bule” Guzmán, Miguel Sotelo, Rubén Amaro, quien posteriormente llegara a Grandes Ligas, “Pilillo” Estrada, las dos temporadas bajo el mando del nacido en Choix, Sin., Art Lilly, en esta época fueron sucursal de los “Cardenales” de San Luis. De 1955 a 1958 continúan en la liga pero de manera más discreta.

### Liga Norte de Sonora
La organización estuvo paralizada por espacio de diez años, hasta que en 1967 los Águilas emigran a la Liga Norte de Sonora (clase “AA”) que apoyaba la Liga Mexicana de Béisbol, donde jugaron al lado de Mineros de Cananea, Internacionales de Nogales, Rojos de Caborca, Vaqueros de Agua Prieta, Algodoneros de San Luis y Membrilleros de Magdalena. 

### Liga Norte de México
Participan en las campañas de 1968, 1969 y 1971. Durante esas temporadas los emplumados protagonizaron grandes batallas en las instalaciones del Parque Hidalgo, hasta que en 1971 bajo las órdenes de Felipe “Burro” Hernández se consagraron campeones al vencer en la final a los Tigres de Ensenada en 6 juegos. donde parte del equipo eran Roberto Castellón, Clemente Rosas, Tomás Armas, Francisco Barrios, Jorge “Charolito” Orta, Rodolfo “Rudy” Hernández, donde éstos tres últimos, llegaron a Grandes Ligas.

### Liga Mexicana del Pacífico
En 1976, nuevamente los Águilas encabezados por Mario Hernández Maytorena, se dieron a la tarea de buscar un espacio dentro de la Liga Mexicana del Pacífico, objetivo logrado el martes 12 de octubre en Hermosillo. Los Águilas debutaron dentro de la pelota invernal con una derrota de 3-1 en el estadio “Héctor Espino”. El jueves 14 de octubre de 1976, ante un enorme lleno en el Estadio de la Ciudad Deportiva, los Águilas se presentan ante sus aficionados con un descalabro de 3-2 sobre los Ostioneros de Guaymas.
La tarde del 17 de octubre, cerca de tres mil aficionados reunidos en El Nido, fueron testigos del primer triunfo de los Águilas al vencer por 4-1 a Guaymas, siendo afortunado el lanzador tecatense, Alfredo Meza. Después de luchar por espacio de varias temporadas por llegar a una final, los Águilas fueron protagonistas de una serie de campeonato en 1981-82, bajo las órdenes de George “Chuck” Genovese, al enfrentar a los Naranjeros de Hermosillo. Mexicali acarició el título, pero en el sexto juego un error de Rick Lancelloti, los privó de la máxima gloria y al final en siete juegos se impuso el equipo naranjero.

## Títulos

### Liga Mexicana del Pacífico

#### Título 1985-86
El llamado “Pelón Mágico”, Benjamín "Cananea" Reyes, derramó su gracia sobre El Nido al ser contratado como mánager del cuadro emplumado para la edición 1985-1986. La llegada de Reyes se conjugó con el apoyo de jugadores de la talla de John Kruk y Jim Leopold que le dieron a Mexicali el primer título dentro de la pelota invernal al vencer en la final a Tomateros de Culiacán el martes 28 de enero de 1986. La locura que desató la coronación de los Águilas en Mexicali, no se detendría, al consagrarse en el mes de febrero de ese inolvidable 1986, como monarcas de la Serie del Caribe en Maracaibo, Venezuela.

#### Título 1988-89
Los Águilas volvieron a dominar el panorama dentro de la pelota invernal con Dave Machemer como mánager en 1988/89, en donde tuvieron un récord ganador de 49-35, que los llevó a la luchar por el título ante los Mayos de Navojoa. Con el zurdo Mercedes Esquer en plan colosal, los Águilas vencieron en siete juegos a los Mayos, siendo el decisivo la noche del lunes 30 de enero de 1989 en El Nido, donde ganaron por marcador de 9-1. La “bujía” resultó el zurdo Esquer, que se convirtió en el primer lanzador en ganar la triple corona de pitcheo en invierno, al dominar los departamentos de ganados y perdidos (13-3), efectividad (2,09) y ponches (110).
Mario Hernández Maytorena dejó de ser el presidente del club y propietario en 1996.

#### Título 1998-99
La nueva etapa de los Águilas bajo la conducción de su presidente, Dío Alberto Murillo, tuvo su primer gran éxito en la temporada 1998/99, ahora bajo la dirección de Francisco "Paquín" Estrada. En el plano individual sobresalió el bate de George Arias, cuyos números incluyeron 10 jonrones, 33 carreras impulsadas, para un porcentaje de .311 de bateo que le valió para conquistar el quinto título de Jugador Más Valioso en la historia de los Águilas, además de los efectivos relevos de Isidro Márquez que logró 13 salvamentos.
Los Águilas, que mantuvieron buen nivel durante rol regular, llegaron a los playoffs donde en la final les tocó medirse con los Tomateros de Culiacán, donde tras dividir triunfos en El Nido, los Águilas sacaron los tres del “Ángel Flores” de la capital sinaloense, para conquistar el tercer título en la historia de Mexicali. Los emplumados ganaron la serie final en cinco juegos, registrándose el partido de campeonato el miércoles 27 de enero de 1999, donde vencieron al cuadro “guinda” por marcador de 12-7.

#### Título 2016-2017
Después de una larga y muy difícil sequía de 18 años sin un título, el equipo cachanilla logró coronarse después de una trepidante serie final de 6 juegos contra Los Cañeros de Los Mochis el día 28 de enero del 2017 en el Estadio Emilio Ibarra Almada de Los Mochis, obteniendo así su cuarto título de la Liga Mexicana del Pacífico, festejando así sus 40 años de historia dentro del mejor béisbol de México.
Llegar a su décima final no fue nada fácil, ya que en la primera vuelta del rol regular su temperamento de entrar a postemporada se miraba muy oscuro pues, tuvieron un mal inicio de temporada bajo el comando de su mánager Gil Velázquez, exjugador de este mismo equipo años atrás, sin embargo la directiva comandada por Dio Alberto Murillo Rogers (Presidente del Club) y Alejandro Ahumada (gerente deportivo del club) se dieron a la tarea de buscar a un mánager el cual pudiera llevar las riendas del equipo debidamente, así que recurrieron a Roberto Vizcarra Acosta quien asumió el cargo de manejador del club al término de la segunda vuelta.
Una vez con su nuevo manejador deportivo el club obtuvo buenos resultados donde terminó con una marca de 37 juegos ganados y 31 perdidos calificando como sexto lugar a la postemporada
En la serie de respesca (Playoff) Vencieron a Mayos de Navojoa en una serie 4-2, Y en las semifinales a Naranjeros de Hermosillo en una fabulosa y cardiaca serie de 7 juegos en el cual los emplumados salieron victoriosos luego de ganar el juego número 7 de la serie el cual se fue a 16 entradas, Una vez eso se enfrentaron por primera vez en una final contra los favoritos de la temporada, Los Cañeros de Los Mochis con los cuales tuvieron una serie de 4-2 a favor de los cachanillas quienes vencieron en el juego 6 por paliza de 13-1 a los sinaloenses, coronándose así monarcas de la Liga Mexicana del Pacífico, la victoria fue para el MVP de la serie final Héctor Velázquez (MXLI) y la derrota para Manny Barreda (LMM).
En la temporada destacaron jugadores como Jake Sánchez cerrador del equipo quien se llevó el premio al mejor relevista de la temporada con 21 salvamentos , así también Luis Juárez bateador designado se llevó el premio de Campeón de bateo con un porcentaje de .364, Chris Roberson, CJ Retherford, Ramón Ríos, Álex Delgado, Yuniesky Betancourt fueron grandes figuras para la afición cachanilla quien en todo momento le fue leal a su equipo.

#### Campeonatos
| Temporada | Equipo Campeón      | Serie | Equipo Subcampeón     | Mánager Campeón   |
| 1985-86   | Águilas de Mexicali | 4-2   | Tomateros de Culiacán | Benjamín Reyes    |
| 1988-89   | Águilas de Mexicali | 4-3   | Mayos de Navojoa      | Dave Machemer     |
| 1998-99   | Águilas de Mexicali | 4-1   | Tomateros de Culiacán | Francisco Estrada |
| 2016-17   | Águilas de Mexicali | 4-2   | Cañeros de Los Mochis | Roberto Vizcarra  |

#### Subcampeonatos
| Temporada | Equipo Campeón           | Serie | Equipo Subcampeón   | Mánager Campeón   |
| 1981-82   | Naranjeros de Hermosillo | 4-3   | Águilas de Mexicali | Tom Harmon        |
| 1984-85   | Tomateros de Culiacán    | 4-3   | Águilas de Mexicali | Francisco Estrada |
| 1992-93   | Venados de Mazatlán      | 4-3   | Águilas de Mexicali | Ramón Montoya     |
| 2004-05   | Venados de Mazatlán      | 4-1   | Águilas de Mexicali | Juan José Pacho   |
| 2012-13   | Yaquis de Ciudad Obregón | 4-0   | Águilas de Mexicali | Eddie Díaz        |
| 2015-16   | Venados de Mazatlán      | 4-1   | Águilas de Mexicali | Juan José Pacho   |

### Serie del Caribe

#### Maracaibo 1986
No cabe duda de que Mexicali logró una proeza y dio la sorpresa. Los Águilas se repusieron después de haber perdido 11x0 el primer juego y haber sufrido una blanqueada en el tercer juego. El último juego de la Serie y en el cual se coronó campeón, venció al último lugar Indios de Mayagüez con pizarra de 5 × 4 en 10 innings.
El mánager “Cananea” Reyes logró la segunda serie para un equipo mexicano, pues en 1976 había logrado la hazaña con los Naranjeros de Hermosillo.
Los “Caballeros Águilas” han logrado 1 campeonato en Serie del Caribe.
| Año  | Sede                 | Campeón             | Mánager        | Récord | Subcampeón             |
| ---- | -------------------- | ------------------- | -------------- | ------ | ---------------------- |
| 1986 | Maracaibo, Venezuela | Águilas de Mexicali | Benjamín Reyes | 4-2    | Tiburones de La Guaira |

## Estadio
El estadio fue edificado en la ciudad deportiva de Mexicali, Baja California entre los años de 1972 y 1973, fue concebido como parque para la práctica del deporte a nivel amateur.
En 1975 con motivo de la incorporación de club Águilas de Mexicali se convirtió en la sede del equipo.
En un principio, el estadio constaba de dos niveles en la parte central conocidos como “numerado” (la parte baja) y “preferente” (parte alta). A los lados el estadio tenía gradas de madera para acomodar más aficionados.
Con las modificaciones que se empezaron a hacer en el año 2001, la zona de gradas desapareció, sustituyéndose por una construcción de hormigón y acero más firme y con butacas. El segundo nivel fue derribado y se cambió por una zona de palcos vip. También se agregó un tercer nivel, conocido como “preferente central”.
“El Nido” tiene una capacidad para aproximadamente 20 000 aficionados sentados, aunque en sus inicios su capacidad era de solo unos 9000.
El estadio fue remodelado por el Gobierno del Estado de Baja California, bajo la dirección del Arq. Mario Valdez y proyecto de los Arquitectos Alberto Mendoza, Isaac González, Susana Murillo, Ricardo Jiménez y Guadalupe Montaño de la dirección de Edificación de SIDUE.

## Jugadores

### Roster actual
Actualizado al 10 de enero de 2024.
| Águilas de Mexicali Roster 2023-24      |    |                                    |                    |
| C U E R P O T É C N I C O               |    |                                    |                    |
| Mánager                                 | 4  | Bandera de México                  | Roberto Vizcarra   |
| Coach de Pitcheo                        | 58 | Bandera de México                  | Vicente Palacios   |
| Coach de Bateo                          | 31 | Bandera de la República Dominicana | Francisco Morales  |
| J U G A D O R E S                       |    |                                    |                    |
| L A N Z A D O R E S                     |    |                                    |                    |
| Batea: D / Tira: D                      | 12 | Bandera de México                  | Isidro Márquez Jr. |
| Batea: D / Tira: D                      | 20 | Bandera de México                  | Isaac Jiménez      |
| Batea: D / Tira: D                      | 26 | Bandera de México                  | Ernesto Zaragoza   |
| Batea: D / Tira: D                      | 40 | Bandera de México                  | David Reyes        |
| Batea: D / Tira: D                      | 39 | Bandera de México                  | Mario Jiménez      |
| Batea: Z / Tira: Z                      | 43 | Bandera de México                  | Manuel Chávez      |
| Batea: D / Tira: D                      | 32 | Bandera de Estados Unidos          | Brac Warren        |
| Batea: D / Tira: D                      | 48 | Bandera de México                  | Jake Sánchez       |
| Batea: D / Tira: D                      | 49 | Bandera de México                  | Jesús Cruz         |
| Batea: Z / Tira: Z                      | 53 | Bandera de México                  | Marcelo Martínez   |
| Batea: D / Tira: D                      | 65 | Bandera de Estados Unidos          | Patrick Weigel     |
| Batea: D / Tira: D                      | 72 | Bandera de México                  | Eduardo Vera       |
| Batea: D / Tira: D                      | 67 | Bandera de México                  | Fernando Lozano    |
| Batea: Z / Tira: Z                      | 66 | Bandera de México                  | Brayan Muñoz       |
| Batea: D / Tira: D                      | 28 | Bandera de la República Dominicana | Williams Ramirez   |
| Batea: D / Tira: D                      | 36 | Bandera de México                  | Darel Torres       |
| R E C E P T O R E S                     |    |                                    |                    |
| Batea: D / Tira: D                      | 44 | Bandera de México                  | Xorge Carrillo     |
| Batea: Z / Tira: D                      | 6  | Bandera de México                  | Alejandro Flores   |
| Batea: D / Tira: D                      | 73 | Bandera de México                  | Gilberto Vizcarra  |
| J U G A D O R E S D E C U A D R O       |    |                                    |                    |
| Parador en corto - Batea: Z / Tira: D   | 7  | Bandera de Estados Unidos          | Milán Tolentino    |
| Segunda base - Batea: S / Tira: D       | 61 | Bandera de México                  | Moisés Gutiérrez   |
| Tercera base - Batea: S / Tira: D       | 24 | Bandera de Venezuela               | Yangervis Solarte  |
| Primera base - Batea: D / Tira: D       | 17 | Bandera de Colombia                | Reynaldo Rodríguez |
| Primera base - Batea: S / Tira: D       | 9  | Bandera de la República Dominicana | Alejandro Mejía    |
| Parador en corto - Batea: Z / Tira: D   | 2  | Bandera de México                  | Javier Salazar     |
| Segunda base - Batea: D / Tira: D       | 62 | Bandera de México                  | Luis Santos        |
| Parador en corto - Batea: Z / Tira: D   | 11 | Bandera de México                  | Héctor Hernández   |
| Parador en corto - Batea: Z / Tira: D   | 13 | Bandera de México                  | Juan Carlos Gamboa |
| Bateador designado - Batea: S / Tira: D | 35 | Bandera de Puerto Rico             | Kennys Vargas      |
| J A R D I N E R O S                     |    |                                    |                    |
| Jardinero central - Batea: Z / Tira: D  | 8  | Bandera de México                  | Leo Heras          |
| Jardinero derecho - Batea: Z / Tira: D  | 90 | Bandera de México                  | Norberto Obeso     |
| Jardinero derecho - Batea: D / Tira: D  | 29 | Bandera de México                  | Manuel Orduño      |

 =  Cuenta con nacionalidad mexicana. 

### Números retirados
| Número | Jugador                   | Nacionalidad      |
| 03     | Mario Hernández Maytorena | Bandera de México |
| 10     | Benjamín “Cananea” Reyes  | Bandera de México |
| 14     | Ernesto Escárrega         | Bandera de México |
| 21     | Héctor Espino             | Bandera de México |
| 33     | Isidro “Chilo” Márquez    | Bandera de México |
| 34     | Fernando Valenzuela       | Bandera de México |
| 58     | Vicente Palacios          | Bandera de México |

## Uniformes alternativos
| Colores del equipo        |                                         |                    |
| Colores del equipo        | Emblema del equipo · Colores del equipo | Colores del equipo |
| Colores del equipo        |                                         |                    |
| Colores del equipo        |                                         |                    |
|                           |                                         |                    |
| Uniforme Alternativo Casa |                                         |                    |

| Colores del equipo         |                                         |                    |
| Colores del equipo         | Emblema del equipo · Colores del equipo | Colores del equipo |
| Colores del equipo         |                                         |                    |
| Colores del equipo         |                                         |                    |
|                            |                                         |                    |
| Uniforme Alternativo Fuera |                                         |                    |

| Colores del equipo                      |                                         |                    |
| Colores del equipo                      | Emblema del equipo · Colores del equipo | Colores del equipo |
| Colores del equipo                      |                                         |                    |
| Colores del equipo                      |                                         |                    |
|                                         |                                         |                    |
| Uniforme Lucha contra el Cáncer de Mama |                                         |                    |